# Осадченко, Николай Владимирович
Никола́й Влади́мирович Оса́дченко (3 августа 1955, Москва — 14 августа 2019, там же) — советский и российский учёный-механик. Кандидат физико-математических наук, доцент кафедры робототехники, мехатроники, динамики и прочности машин (РМДиПМ) НИУ «МЭИ»; работы в области теоретической механики, вычислительной механики, мехатроники, создания компьютерных обучающих средств, активный автор Википедии.

## Биография
Родился 3 августа 1955 года в Москве. Отец — Владимир Алексеевич Осадченко (1919—2003), автор ряда научных работ и учебных пособий (по начертательной геометрии, черчению, теории механизмов и машин, деталям машин, металловедению); известность получил его «Сборник задач по основам черчения»; преподавал перечисленные дисциплины в различных высших и средних учебник заведениях Москвы. Мать — Тамара Георгиевна Воробьёва (1920—2006), инженер-железнодорожник.
В 1972 году с золотой медалью окончил среднюю школу № 420 г. Москвы. В том же году поступил на механико-математический факультет Московского государственного университета имени М. В. Ломоносова, который окончил в 1977 году по кафедре прикладной механики.
В студенческие годы и во время обучения в очной аспирантуре мехмата (1977—1979 гг.) входил в группу Бетелина; участвовал в разработке мониторной системы «АСФОР». Преддипломную практику проходил в ИПМ АН СССР у В. В. Белецкого; темой практики и дипломной работы, выполненной под научным руководством И. В. Новожилова, было компьютерное моделирование движения двуногого шагающего аппарата.
С 1979 года работал на кафедре теоретической механики (в 2010 году переименована в кафедру теоретической механики и мехатроники, а в 2016 году, после присоединения кафедры динамики и прочности машин, получила название «Кафедра робототехники, мехатроники, динамики и прочности машин», РМДиПМ) Московского энергетического института (МЭИ). В 1992 году в диссертационном совете Д 053.06.01 при мехмате МГУ защитил кандидатскую диссертацию (тема — «Динамика имитационных стендов с жёстким управлением»; научный руководитель — профессор И. В. Новожилов). В 1993 году Н. В. Осадченко присвоено учёное звание доцента. В МЭИ читал лекции и вёл практические занятия по курсам «Теоретическая механика», «Вычислительная механика», «Вычислительные методы компьютерного моделирования в механике», «Численные методы в робототехнике», руководил курсовыми и дипломными работами студентов.
С 1983 года был женат на Осадченко Галине Александровне (урождённая Беляева, род. 1956; инженер-технолог по образованию). Дочь — Осадченко Лариса Николаевна (род. 1985).

## Научная деятельность
Основные области научных интересов Н. В. Осадченко: компьютерное моделирование многозвенных механических систем (в частности, манипуляционных и мобильных роботов), вычислительная механика, применение компьютерных технологий в преподавании теоретической механики. Ряд его научных работ посвящён системному программированию, динамике термомеханических систем, строительной механике, методике преподавания теоретической механики. За вклад в создание обучающих компьютерных программ был удостоен золотой медали ВВЦ.
Совместно с А. В. Корецким Н. В. Осадченко в 1990-е годы создал несколько обучающих компьютерных программ по теоретической механике: обучающие программы stevin по статике систем твёрдых тел и robby по кинематике плоскопараллельного движения систем твёрдых тел (позднее заменена своей модифицированной и усовершенствованной версией robby2), а также моделирующие программы (dp, dr, dm, dk, rodina) по различным разделам динамики, которые работали под управлением DOS (позже появились Windows-версии некоторых из этих программ) и позволяли студенту практиковаться в решении учебных задач и выполнять достаточно сложные расчётные задания (требующие, например, решить систему линейных алгебраических уравнений высокого порядка или выполнить численное интегрирование системы нелинейных дифференциальных уравнений; в основу большинства таких расчётных заданий легли типовые расчёты из учебного пособия И. В. Новожилова и М. Ф. Зацепина). Отличительная особенность данных программ — интерактивный режим работы, при котором студенту вместо выбора ответов из готового списка предлагается вводить аналитические формулы или выражения, правильность которых проверяет программа (позднее Ю. Г. Игнатьев предложил называть компьютерные обучающие средства с такими возможностями «системами аналитического тестирования»).
Эти обучающие программы не требовали от студента каких-либо познаний в программировании, отличались интуитивно понятным интерфейсом, близостью используемого способа записи формул к общематематическому, продуманной организацией диалога между обучающимся и программой, что позволяло студенту в полной мере справиться с поставленной задачей, развивая при этом своё творческое мышление. Программы нашли применение как в МЭИ, так и ряде других вузов. Начатые А. В. Корецким и Н. В. Осадченко (а также Ю. Ф. Голубевым, В. Е. Павловским и др.) работы в области создания компьютерных обучающих средств по теоретической механике в дальнейшем получили продолжение и развитие на базе использования сетевых технологий и возможностей специализированных математических пакетов типа Maple, MathCAD, Mathematica.
Совместно с М. Н. Кирсановым и П. В. Горшковым создал мультимедийный обучающий курс «Теоретическая механика. Статика», включающий тексты лекций с многочисленными гиперссылками, видеолекции, видеоролики с примерами решения задач, комплекты контрольных текстовых заданий.
Н. В. Осадченко принадлежат работы по статическому, кинематическому и динамическому анализу манипуляционных роботов, где в качестве инструмента использован аппарат теории винтов. Несколько его работ, выполненных совместно с Ю. Г. Мартыненко и А. М. З. Абдельрахманом (аспирант Н. В. Осадченко, защитивший в 2009 году кандидатскую диссертацию на тему «Моделирование управляемого движения ползающих роботов по гладкой поверхности») посвящено управлению движением ползающих роботов по гладким поверхностям.
Н. В. Осадченко — член Научно-методического совета по теоретической механике при Министерстве образования и науки Российской Федерации.

## Публикации
Н. В. Осадченко — автор 76 печатных научных работ. Среди них:

### Отдельные издания
- Бетелин В. Б., Базаева С. Е., Левитин В. В., Осадченко Н. В., Смирнов А. С. . Мониторная система «АСФОР». Концепции и  возможности: Препринт ИПМ № 17. — М.: ИПМ АН СССР, 1976. — 58 с.
- Осадченко Н. В., Смирнов А. С. . Система Ассемблерного Сервиса. Основные возможности. — М.: Изд-во МГУ, 1979. — 32 с. — (Математическое обеспечение СКП ЭВМ МГУ; вып. 11).
- Осадченко Н. В., Смирнов А. С. . Средства структуризации программирования и прикладные подпрограммы в Системе Ассемблерного Сервиса. — М.: Изд-во МГУ, 1979. — 32 с. — (Математическое обеспечение СКП ЭВМ МГУ; вып. 12).
- Корецкий А. В., Осадченко Н. В. . Компьютерное моделирование кинематики манипуляционных роботов. — М.: Изд-во МЭИ, 2000. — 48 с.
- Корецкий А. В., Кузнецов А. А., Осадченко Н. В. . Решение задач динамики на персональном компьютере. — М.: Изд-во МЭИ, 2006. — 68 с.
- Корецкий А. В., Осадченко Н. В. . Решение расчётных заданий по статике с применением компьютера. — М.: Изд-во МЭИ, 2013. — 76 с.
- Корецкий А. В., Осадченко Н. В. . Решение расчётных заданий по кинематике с применением компьютера. — М.: Изд-во МЭИ, 2016. — 56 с.

### Некоторые статьи
- Осадченко Н. В. . О динамическом анализе сложных механических систем // Труды Моск. энерг. ин-та. Вып. 515. Механика управляемых систем, машин и механизмов. — М.: МЭИ, 1981. — С. 33—39.
- Осадченко Н. В.  Об устойчивости трёхстепенного динамического стенда // Известия АН СССР. Механика твёрдого тела. — 1982. — № 1. — С. 20—27.
- Осадченко Н. В. . Математические модели механических систем с прерывистым движением // Методы расчёта, проектирования и оптимизации управляемых систем, машин и механизмов: Межвузовский тематический сборник № 16. — М.: МЭИ, 1983. — С. 42—52.
- Осадченко Н. В. . Метод винтов в вычислительной механике // Проблемы механики управляемых систем, машин и механизмов: Межвузовский тематический сборник № 77. — М.: МЭИ, 1985. — С. 61—68.
- Осадченко Н. В. . Лагранжев формализм в динамике термомеханических систем // Сборник научно-методических статей по теоретической механике. Вып. 20. — М.: Изд-во МПИ, 1990. — С. 43—51.
- Кухтевич С. Е., Осадченко Н. В. . Аналитико-численное моделирование колебаний упруго-массовых систем // Труды Моск. энерг. ин-та. Вып. 655. Математическое моделирование динамики управляемых систем, машин и механизмов. — М.: Изд-во МЭИ, 1991. — С. 59—66.
- Новожилов И. В., Осадченко Н. В. . Устойчивость квазистационарных движений имитационных стендов // Математические задачи динамической имитации аэрокосмических полётов / Под ред. В. А. Садовничего. — М.: Изд-во МГУ, 1995. — 160 с. — ISBN 5-211-03336-1. — С. 108—122.
- Корецкий А. В., Осадченко Н. В. . Статический и кинематический анализ манипуляционных роботов на базе теории винтов // Автоматическое управление и интеллектуальные системы: Межвузовский сборник научных трудов. — М.: Моск. гос. ин-т радиотехники, электроники и автоматики (технич. ун-т), 1996. — 164 с. — ISBN 5-7339-0057-1. — С. 114—119.
- Корецкий А. В., Осадченко Н. В. . Метод винтов и решение на ЭВМ задач кинематического анализа манипуляционных роботов // Тезисы докладов международной конференции “Информационные средства и технологии” (Москва, 22—24 октября 1996 г.). Т. 2. — М.: Изд-во “Станкин”, 1996. — 235 с. — С. 48—53.
- Мартыненко Ю. Г., Осадченко Н. В.  Движение шарнирного двухзвенника по гладкой кривой переменной кривизны // Вестник МЭИ. — 2001. — № 3. — С. 14—18.
- Кузнецов А. А., Осадченко Н. В. . Универсальная система дистанционного тестирования по теоретической механике // Современные технологии в преподавании курса теоретической механики: Труды Междунар. науч.-метод. конф., посвящённой 75-летию кафедры “Теоретическая механика” Тульского гос. ун-та (Тула, 6—18 февраля 2005 г.). Вып. 1. — Тула: Изд-во ТулГУ, 2005. — С. 60—65.
- Осадченко Н. В., Абдельрахман А. М. З.  Компьютерное моделирование движения мобильного ползающего робота // Вестник МЭИ. — 2008. — № 5. — С. 131—136.
- Осадченко Н. В., Абдельрахман А. М. З.  Моделирование движения робота, ползающего по гладкой поверхности // Вестник МЭИ. — 2010. — № 3. — С. 28—36.
- Осадченко Н. В. . Метрические соотношения в барицентрическом исчислении // Trends in Applied Mechanics and Mechatronics. Т. 1 / Под ред. М. Н. Кирсанова. — М.: ИНФРА-М, 2015. — 120 с. — (Научная мысль). — ISBN 978-5-16-011287-9. — С. 100—108.
- Осадченко Н. В.  Локальная монотонная интерполяция и однопараметрические группы // Пространство, время и фундаментальные взаимодействия. — 2017. — № 2. — С. 60—73.
- Осадченко Н. В.  Монотонная сплайн-интерполяция класса C2 на основе однопараметрических групп диффеоморфизмов // Пространство, время и фундаментальные взаимодействия. — 2017. — № 3. — С. 12—27.
- Осадченко Н. В. Аналитические решения задач о прогибе плоских ферм арочного типа // Строительная механика и конструкции. — 2018. — № 1 (16). — С. 12—33.
- Комова О. И., Маслов А. Н., Осадченко Н. В.  Атомарные функции и построение программного движения сварочного робота // Вестник МГТУ им. Н.Э. Баумана. Серия: Естественные науки. — 2018. — № 5 (80). — С. 15—36. — doi:10.18698/1812-3368-2018-5-15-36.